# Romolo Alzani
Romolo Alzani (Roma, 6 marzo 1921 – Roma, 3 ottobre 2002) è stato un calciatore, allenatore di calcio e dirigente sportivo italiano, di ruolo difensore o centrocampista.

## Carriera

### Giocatore
Cresce calcisticamente nell'Alba e nel periodo bellico disputa i campionati romani prima con l'Ala Littoria e poi con l'Ala Italiana, dove si specializza nel ruolo di centromediano sistemista secondo il modulo appunto adottato dall'allenatore-giocatore Fulvio "Fuffo" Bernardini.
Proprio su segnalazione del popolare Fuffo, viene acquistato dalla Lazio nell'estate del 1945 e fa il suo esordio con la formazione capitolina il 21 ottobre 1945 nell'incontro casalingo con il Pro Livorno terminato con il punteggio di 0-2. Con i fratelli Sentimenti (III e IV), Antonazzi, Furiassi e Malacarne costituì la difesa della Lazio.
Con la Lazio disputa dieci campionati e al termine della stagione 1955-1956 cessa l'attività agonistica, dopo un'annata al Foligno. Il suo curriculum con la Lazio è di 263 partite complessive di campionato e di sette gol.

### Allenatore
Ritiratosi, Alzani si dedica al ruolo di allenatore fino ad acquisire un posto nei quadri del Settore Tecnico Federale, dapprima come selezionatore della Nazionale Semiprofessionisti e poi in quella dei Dilettanti.

### Dirigente sportivo
Diventa alla fine degli anni sessanta, coordinatore del settore giovanile del settore Calcio del CONI.

## Statistiche

### Presenze e reti nei club
| Stagione            | Squadra             | Campionato          | Campionato | Campionato | Coppe nazionali | Coppe nazionali | Coppe nazionali | Coppe continentali | Coppe continentali | Coppe continentali | Altre coppe | Altre coppe | Altre coppe | Totale | Totale |
| Stagione            | Squadra             | Comp                | Pres       | Reti       | Comp            | Pres            | Reti            | Comp               | Pres               | Reti               | Comp        | Pres        | Reti        | Pres   | Reti   |
| ------------------- | ------------------- | ------------------- | ---------- | ---------- | --------------- | --------------- | --------------- | ------------------ | ------------------ | ------------------ | ----------- | ----------- | ----------- | ------ | ------ |
| 1939-1940           | Rimini              | C                   | 25         | 0          | CI              | 3               | 0               | -                  | -                  | -                  | -           | -           | -           | 28     | 0      |
| 1940-1941           | Roma                | A                   | 1          | 0          | CI              | 0               | 0               | -                  | -                  | -                  | -           | -           | -           | 1      | 0      |
| 1941-1942           | Ala Littoria        | C                   | ?          | ?          | -               | -               | -               | -                  | -                  | -                  | -           | -           | -           | ?      | ?      |
| 1942-1943           | Ala Littoria        | C                   | ?          | ?          | -               | -               | -               | -                  | -                  | -                  | -           | -           | -           | ?      | ?      |
| Totale Ala Littoria | Totale Ala Littoria | Totale Ala Littoria | ?          | ?          |                 | -               | -               |                    | -                  | -                  |             | -           | -           | ?      | ?      |
| 1943-1944           | Tirrenia            | CR                  | ?          | ?          | -               | -               | -               | -                  | -                  | -                  | -           | -           | -           | ?      | ?      |
| 1944-1945           | Ala Italiana        | CR                  | ?          | ?          | -               | -               | -               | -                  | -                  | -                  | -           | -           | -           | ?      | ?      |
| 1945-1946           | Lazio               | DN                  | 17         | 1          | -               | -               | -               | -                  | -                  | -                  | -           | -           | -           | 17     | 1      |
| 1946-1947           | Lazio               | A                   | 27         | 1          | -               | -               | -               | -                  | -                  | -                  | -           | -           | -           | 27     | 1      |
| 1947-1948           | Lazio               | A                   | 38         | 0          | -               | -               | -               | -                  | -                  | -                  | -           | -           | -           | 38     | 0      |
| 1948-1949           | Lazio               | A                   | 33         | 2          | -               | -               | -               | -                  | -                  | -                  | -           | -           | -           | 33     | 2      |
| 1949-1950           | Lazio               | A                   | 33         | 0          | -               | -               | -               | -                  | -                  | -                  | -           | -           | -           | 33     | 0      |
| 1950-1951           | Lazio               | A                   | 36         | 1          | -               | -               | -               | -                  | -                  | -                  | -           | -           | -           | 36     | 1      |
| 1951-1952           | Lazio               | A                   | 37         | 1          | -               | -               | -               | -                  | -                  | -                  | -           | -           | -           | 37     | 1      |
| 1952-1953           | Lazio               | A                   | 27         | 1          | -               | -               | -               | -                  | -                  | -                  | -           | -           | -           | 27     | 1      |
| 1953-1954           | Lazio               | A                   | 13         | 0          | -               | -               | -               | -                  | -                  | -                  | -           | -           | -           | 13     | 0      |
| 1954-1955           | Lazio               | A                   | 2          | 0          | -               | -               | -               | -                  | -                  | -                  | -           | -           | -           | 2      | 0      |
| Totale Lazio        | Totale Lazio        | Totale Lazio        | 263        | 7          |                 | -               | -               |                    | -                  | -                  |             | -           | -           | 263    | 7      |
| 1955-1956           | Foligno             | IV                  | ?          | ?          | -               | -               | -               | -                  | -                  | -                  | -           | -           | -           | ?      | ?      |
| Totale carriera     | Totale carriera     | Totale carriera     | 289+       | 7+         |                 | 3               | 0               |                    | -                  | -                  |             | -           | -           | 292+   | 7+     |